# Municipio de Running Bird
El municipio de Running Bird (en inglés: Running Bird Township) es un municipio ubicado en el condado de Mellette en el estado estadounidense de Dakota del Sur. En el año 2010 tenía una población de 23 habitantes y una densidad poblacional de 0,25 personas por km².

## Geografía
El municipio de Running Bird se encuentra ubicado en las coordenadas 43°35′52″N 101°0′16″O / 43.59778, -101.00444. Según la Oficina del Censo de los Estados Unidos, el municipio tiene una superficie total de 93.45 km², de la cual 93,39 km² corresponden a tierra firme y (0,06 %) 0,06 km² es agua.

## Demografía
Según el censo de 2010, había 23 personas residiendo en el municipio de Running Bird. La densidad de población era de 0,25 hab./km². De los 23 habitantes, el municipio de Running Bird estaba compuesto por el 100 % blancos. Del total de la población el 0 % eran hispanos o latinos de cualquier raza.